# Miss República Dominicana 2017
El Concurso Nacional de Belleza de la República Dominicana o Miss República Dominicana 2017, fue realizado el 26 de agosto de 2017, obteniendo la corona, Carmen Muñoz, representante de la Provincia Duarte.
La ganadora representará la República Dominicana en el Miss Universo 2017. La Miss Continentes Dominicana o Primera Finalista irá al Miss Continentes Unidos 2017 . La Miss Hispanoamericana Dominicana o Segunda Finalista irá al Reina Hispanoamericana 2017. La Miss Top Model Dominicana o Tercera Finalista irá al Top Model of the World 2018. El resto de las semifinalistas se destinará a otros concursos de belleza internacionales.
Antes del concurso, la organización del Miss República Dominicana transmitió un reality show "Por La Corona Live" a través de las redes sociales: Instagram y Twitter y YouTube, dónde el público tuvo la oportunidad de aprender más de las candidatas y ver su evolución durante el camino para el concurso.

## Resultados
| Resultados Final                   | Candidata |
| ---------------------------------- | --- |
| Miss República Dominicana 2017     | Duarte - Carmen Muñoz |
| Miss Continentes Unidos Dominicana | Santiago - Jeisy Rodríguez |
| Miss Hispanoamérica Dominicana     | Santo Domingo Este - Lytza Álvarez |
| Miss Top Model Dominicana          | Barahona - Zaidy Bello |
| 1a Finalista                       | Distrito Nacional - Kassandra Montandón |
| 2a Finalista                       | Elías Piña- Lorenne de Oleo |
| Top 12                             | Com. Dom. En Puerto Rico - Daryana Campusano Com. Dom. En Venezuela - Sárah Betancourt Puerto Plata - Adlai Aliff San Juan - Dharla Bodden San Pedro de Macorís - Alexandra Párker Taveras - Lowanny Rosario                                                                 |
| Top 20                             | Boca Chica - Akett María Sabbagh Serrano Com. Dom. En EE.UU. - Stéphanie Santana Com. Dom. En Italia - Sharon Montero El Ranchito - Mayelín de la Cruz* Haina - Wanda de Jesús Independencia - Jénnifer Dánielles Monte Plata - Rosy Guerrero San Cristóbal - Yazmín Woodwin |

(*) Miss Reality Show, pasó automáticamente a las semifinalistas.

### Premios especiales
| Premio Especial                                                                                               | Candidatas                                 |
| --- | ------------------------------------------ |
| Miss Malecon Palace                                                                                           | Com. Dom. En Venezuela - Sárah Bethancourt |
| Miss Meridian (ganadora de una fiesta en Meridian Events Center)                                              | Santo Domingo Este - Lytza Álvarez         |
| Mejor Cuerpo (votado por un panel de la organización de Miss República Dominicana, ganadora del Body Contest) | Distrito Nacional - Kassandra Montandón    |
| Miss Amistad (votado por las candidatas del Miss República Dominicana 2017)                                   | Santiago - Jeisy Rodríguez                 |
| Mejor Rostro (votado por la organización de Miss República Dominicana)                                        | Santiago - Jeisy Rodríguez                 |
| Mejor Traje Típico (votado por un panel de la organización de Miss República Dominicana)                      | Santo Domingo Este - Lytza Álvarez         |
| Miss Comunicación (votado por el panel del certamen)                                                          | Elías Piña - Lorenne de Oleo               |
| Miss Sonrisa (votado por el fotógrafo oficial del certamen)                                                   | Independencia - Jénnifer Dánielles         |
| Miss Fotogénica (votado por el fotógrafo oficial del certamen)                                                | Santiago - Jeisy Rodríguez                 |
| Miss Reality Show (votado por producción de Reality del Miss República Dominicana)                            | El Ranchito - Mayelín de la Cruz           |

| Predecesor: Sal Garcia Maimón | Miss República Dominicana 2017 | Sucesor: Aldy Bernard Laguna Salada |

### Orden de Clasificación
| Top 23                   | Top 13               | Top 7              |
| ------------------------ | -------------------- | ------------------ |
| El Ranchito              | Com. Dom. en PR      | Elías Piña         |
| Duarte                   | Com. Dom. en Ven.    | Santo Domingo Este |
| Santo Domingo Este       | Puerto Plata         | Taveras            |
| Distrito Nacional        | Elías Piña           | Duarte             |
| Santiago                 | San Pedro de Macorís | Distrito Nacional  |
| Barahona                 | San Juan             | Santiago           |
| Haina                    | Com. Dom. en Italia  | Barahona           |
| Puerto Plata             | Barahona             |                    |
| Com. Dom. en Ven.        | Santo Domingo Este   |                    |
| Com. Dom. en Italia      | Taveras              |                    |
| Elías Piña               | Distrito Nacional    |                    |
| San Juan                 | Duarte               |                    |
| Taveras                  | Santiago             |                    |
| Jarabacoa                |                      |                    |
| San Cristóbal            |                      |                    |
| San Pedro de Macorís     |                      |                    |
| Monte Plata              |                      |                    |
| La Vega                  |                      |                    |
| Boca Chica               |                      |                    |
| Santo Domingo Oeste      |                      |                    |
| Independencia            |                      |                    |
| Com. Dom. en PR          |                      |                    |
| Com. Dom. en los EE. UU. |                      |                    |

## Significado histórico
- Duarte gana el certamen por 4.ª ocasión. La última vez fue en 1988.
- Las provincias que se colocaron en las semifinales el año anterior fueron: Santiago, La Vega, Comunidad Dominicana en Estados Unidos, Distrito Nacional, Santo Domingo Oeste y San Pedro de Macorís.
- Jarabacoa no clasificaba desde 1993.
- Barahona no clasificaba desde 2011.
- Duarte no clasificaba desde 2012.
- Independencia, Monte Plata y San Cristóbal no clasificaban desde 2014.
- Elías Piña, Comunidad Dominicana en Puerto Rico y San Juan no clasificaban desde 2013.
- Puerto Plata, Boca Chica y Santo Domingo Este no clasificaban desde 2015.
- Comunidad Dominicana en Venezuela, Taveras, Comunidad Dominicana en Italia, El Ranchito y Haina clasifican por primera vez, estos cuatro últimos haciendo su debut.
- Santiago se colocó por el 60.º año consecutivo.
- Distrito Nacional se colocó por décimo año consecutivo.
- Comunidad Dominicana en Estados Unidos se colocó por noveno año consecutivo.

## Candidatas
| Representa                     | Candidata                               | Edad | Altura          | Ciudad de residencia       |
| ------------------------------ | --------------------------------------- | ---- | --------------- | -------------------------- |
| Azua                           | Gaudhy Michel Sánchez Nivar             | 18   | 1,82 m (6′ 0″)  | Azua de Compostela         |
| Barahona                       | Zaidy Yénnifer Bello Santana            | 25   | 1,70 m (5′ 7″)  | Santa Cruz de Barahona     |
| Boca Chica                     | Akett María Sabbagh Serrano             | 22   | 1,74 m (5′ 9″)  | Santa Cruz de Barahona     |
| Cabarete                       | Scárlet Margarita Gil Matos             | 23   | 1,77 m (5′ 10″) | San Felipe de Puerto Plata |
| Comunidad Dominicana en Italia | Sharon Mercedes Montero Torres          | 19   | 1,68 m (5′ 6″)  | Milán                      |
| Comunidad Dom. En EE.UU.       | Stéphanie Santana Madera                | 26   | 1,75 m (5′ 9″)  | Providencia                |
| Comunidad Dom. En Puerto Rico  | Daryana Jeannette Campusano Negrón      | 25   | 1,71 m (5′ 7″)  | Santurce                   |
| Comunidad Dom. En Venezuela    | Sárah Maríe Bethancourt Tavárez         | 25   | 1,76 m (5′ 9″)  | San Antonio de los Altos   |
| Distrito Nacional              | Kassandra Yamillette Montandón González | 23   | 1,80 m (5′ 11″) | Santo Domingo              |
| Duarte                         | Carmen Isabel Muñoz Guzmán              | 24   | 1,74 m (5′ 9″)  | Santiago de los Caballeros |
| Elías Piña                     | Lorenne Sofía de Oleo Vargas            | 19   | 1,72 m (5′ 8″)  | Santo Domingo              |
| El Ranchito                    | Mayelín Amalia de la Cruz Inoa          | 23   | 1,80 m (5′ 11″) | Concepción de La Vega      |
| Haina                          | Wanda Karina de Jesús Pozo              | 28   | 1,78 m (5′ 10″) | San Cristóbal              |
| Higüey                         | Nía de la Altagracia Sepúlveda Cedeño   | 21   | 1,86 m (6′ 1″)  | Salvaleón de Higüey        |
| Independencia                  | Jénnifher Dánielles Heredia             | 25   | 1,79 m (5′ 10″) | Santo Domingo              |
| Jarabacoa                      | Christal Nahomy Céspedes Ramírez        | 18   | 1,73 m (5′ 8″)  | Concepción de La Vega      |
| La Vega                        | Alicia Restituyo Marión-Landáis         | 26   | 1,71 m (5′ 7″)  | Concepción de La Vega      |
| María Trinidad Sánchez         | Yumerly Christina Rodríguez Batista     | 18   | 1,78 m (5′ 10″) | Cabrera                    |
| Monte Plata                    | Rosy María Guerrero de la Cruz          | 22   | 1,81 m (5′ 11″) | Bayaguana                  |
| Peravia                        | Isadí de Reglas Guzmán López            | 25   | 1,74 m (5′ 9″)  | Baní                       |
| Puerto Plata                   | Adlai Mercedes Aliff Toribio            | 25   | 1,78 m (5′ 10″) | San Felipe de Puerto Plata |
| San Cristóbal                  | Yazmín Alessandra Woodwin Peña          | 23   | 1,73 m (5′ 8″)  | San Cristóbal              |
| San Juan                       | Dharla Rosy Bodden Tejada               | 19   | 1,75 m (5′ 9″)  | Santo Domingo              |
| San Pedro de Macorís           | Alexandra Elízabeth Párker Lebrón       | 22   | 1,81 m (5′ 11″) | Juan Dolio                 |
| Sánchez Ramírez                | Karen Emilia Vásquez Jiménez            | 21   | 1,75 m (5′ 9″)  | Santo Domingo              |
| Santiago                       | Jeisy Lucía Rodríguez Estévez           | 20   | 1,82 m (6′ 0″)  | Santiago de los Caballeros |
| Santo Domingo de Guzmán        | Kímberly Reyes Valenzuela               | 24   | 1,70 m (5′ 7″)  | Santo Domingo              |
| Santo Domingo Este             | Lytza Sofía Álvarez di Crestana         | 23   | 1,78 m (5′ 10″) | Santo Domingo              |
| Santo Domingo Oeste            | Leslie Mariel Salas McGrégor            | 17   | 1,71 m (5′ 7″)  | Santo Domingo              |
| Taveras                        | Lowanny Marina Rosario de Santos        | 23   | 1,75 m (5′ 9″)  | Santiago de los Caballeros |
| Valverde                       | Saléms Carlixta Reyes Mohámmed          | 18   | 1,74 m (5′ 9″)  | Santo Domingo              |

## Candidatas en otros concursos
Las candidatas actuales que compitieron anteriormente en otros concurso de belleza:
Miss Internacional 2013
- Duarte: Carmen Muñoz
  - Como República Dominicana

Reinado Internacional del Café 2014
- Duarte: Carmen Muñoz
  - Como República Dominicana

Miss República Dominicana 2013
- Monte Plata: Rossy Guerrero
  - Como Monte Plata

Miss Universe Puerto Rico 2016
- Com. Dom.en Puerto Rico: Daryana Campusano
  - Como Utuado

Miss República Dominicana 2015
- San Pedro de Macoris: Alexandra Parker.
  - Como Juan Dolio
    - Top 10

Miss República Dominicana 2015 y Miss República Dominicana 2016
- Independencia: Jénnifer Dánielles
  - Como Santo Domingo de Guzmán
    - Top 15 y 12

Miss República Dominicana Tierra 2015
- San Pedro de Macoris: Alexandra Parker.
  - Como Monte Plata
    - Ganadora

Miss Tierra 2015
- San Pedro de Macoris: Alexandra Parker.
  - Como República Dominicana

 Miss New Jersey USA 2017
- El Ranchito: Mayelin De la Cruz
  - Top 18

Miss Tourism Queen Of The Year International 2016
- Santiago: Jeisy Rodríguez
  - Como República Dominicana
    - Top 10

Miss Tourism World 2015
- Barahona: Zaidy Bello
  - Como República Dominicana
    - Miss Social Media